# Chapalichthys encaustus
Chapalichthys encaustus és una espècie de peix de la família dels goodèids i de l'ordre dels ciprinodontiformes.

## Morfologia
- Els mascles poden assolir 6 cm de longitud total i les femelles 8.[6][7]

## Hàbitat
És un peix d'aigua dolça, de clima tropical (20 °C-28 °C) i demersal.

## Distribució geogràfica
Es troba a la Laguna de Chapala (Mèxic).

## Observacions
És inofensiu per als humans.